# Franco Varrella
Franco Varrella (Rimini, 24 de janeiro de 1953) é um ex-futebolista e atualmente treinador de futebol italiano, que atualmente treina a Seleção de San Marino de Futebol.